# Ophiozonella depressa
Ophiozonella depressa är en ormstjärneart som först beskrevs av George Richard Lyman 1878.  Ophiozonella depressa ingår i släktet Ophiozonella och familjen Ophiolepididae. Inga underarter finns listade i Catalogue of Life.